# Villariès
Villariès är en kommun i departementet Haute-Garonne i regionen Occitanien i södra Frankrike. Kommunen ligger i kantonen Fronton som tillhör arrondissementet Toulouse. År 2022 hade Villariès 879 invånare.

## Befolkningsutveckling
Antalet invånare i kommunen Villariès
Referens:INSEE

## Monument

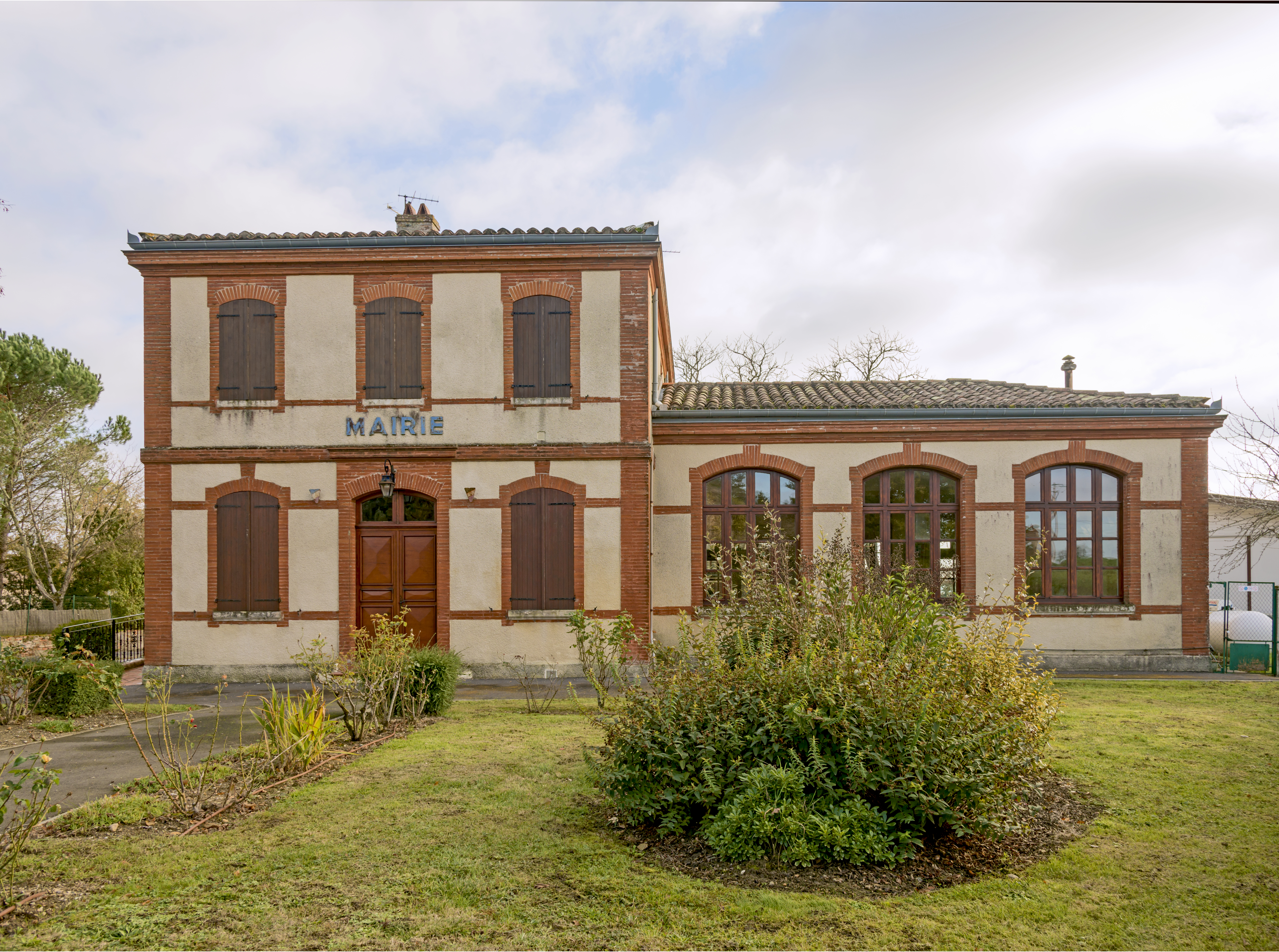
Rådhuset.
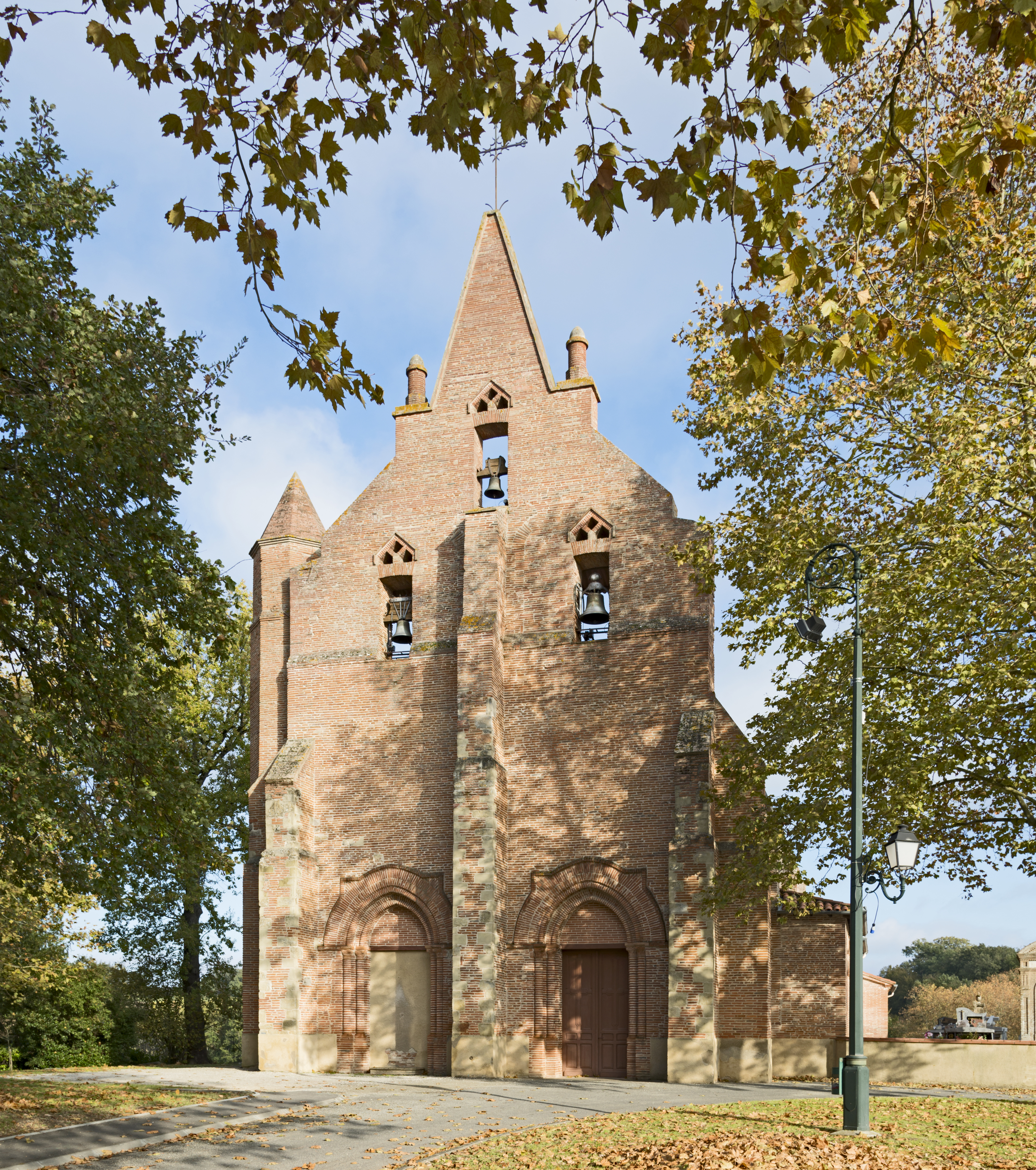
Kyrkan.